# Račice (okres Třebíč)
Račice jsou obec v okrese Třebíč, v Kraji Vysočina. Žije zde 87 obyvatel.
Račice leží asi 9 km jihovýchodně od Třebíče a 20 km severovýchodně od Moravských Budějovic. Sousedními obcemi sídla jsou Zárubice, Hrotovice, Myslibořice, Odunec a Krhov.

## Geografie
Ze západu na východ přes území obce prochází silnice II/152, ta tvoří část jižní hranice území obce, ze severu na jih přes zastavěné území obce prochází silnice z Odunce do Krhova, přes severozápadní část území obce prochází ze západu na východ silnice z Myslibořic do Odunce. Severně ze zastavěného území obce vychází silnice ke hřbitovu.
Většina území obce je využívána zemědělsky, západní část pod kopcem Svatocheň je výrazně zalesněna. Lehce zalesněno je i blízké okolí Račického potoka na východním okraji území obce. 
Asi jeden kilometr severně od okraje území obce pramení Račický potok, ten pak teče jižně, prochází východně od zastavěného území obce, tam se do něj vlévá nepojmenovaný potok, který prochází přes zastavěné území obce. Račický potok pak dále teče jižně, na jihozápadním okraji území obce protéká přes Račický rybník a dále pokračuje jižně, a asi po 6 kilometrech se v Mstinském rybníku u Mstěnic stéká s Rouchovankou. Část jižní hranice území obce tvoří nepojmenovaný potůček, který se pak také vlévá do Račického potoka. Severozápadně od zastavěného území obce se nachází suchý poldr tvořící aktivní část protipovodňové ochrany.
Většina území obce je plochá, nicméně rozsah nadmořských výšek v obci se pohybuje od 425 metrů na východním okraji území obce v údolí Račického potoka po kopec Svatocheň na západě území obce, který dosahuje 523 metrů nad mořem. Území obce se tak postupně svažuje ze západu na východ. 
Zastavěné území obce se nachází na jižním okraji části území na jeho východním okraji. Zastavěné území obce při silnici I/23 těsně přiléhá k jedné z části zastavěného území obce Krhov. Asi 200 metrů severně od zastavěného území obce se nachází vzdálený hřbitov. Obec je zatrubněným potokem rozdělena na dvě samostatné zastavěné části. 
Na východním okraji území obce se nachází památný strom Dub u vrchu Svatocheň.

## Historie
První písemná zmínka o obci pochází z roku 1252, kdy jsou zmíněny v zakládací listině kláštera na Hradišti u Znojma louky u Račic, může se však jednat o zaniklé Račice u Jemnice. V roce 1279 však v listině o sporu mezi farářem z Kněžic Vojslavem a Zdislavou z Dubu je zmíněn jako svědek Kuna z Račic. V roce 1349 předala Eva z Račic práva na část majetku v Račicích svým bratrům Ctiborovi a Oldřichovi, roku 1358 pak Oldřichova manželka Eliška předala věno Mikulovi z Račic a ten pak věno předal své manželce. Jeniš z Račic se v roce 1366 spojil se synem a Žibřidovi (bratrovi Mikuly) prodali dvůr a část patronátu v Račicích. V roce 1368 pak Mikula koupil další část Račic od bratrů Adama a Peška. V roce 1376 však Žibřid majetek i děti předal do poručenství Arkleba z Říčan, následně brzy zemřel. V roce 1390 prodal Mikul synovi dvůr v Račicích a roku 1417 se jeho manželka se synem spojila a navýšili tak majetek ve vsi.
V roce 1447 pak olomoucký děkan Petr z Račic prodal Jiřímu Bílému z Popic téměř celé Račice. Jiří pak získal i další část Račic od Mikuláše z Račic. Ale až do roku 1466 se s ním soudila Uršula z Račic o své dědictví. Po smrti Jiřího z Popic však jeho majetky v Račicích byly zadluženy a tak je získal Vaněk z Říčan, ale až roku 1480 prodali vesnici s dvěma dvory Hynkovi z Kukvic, nicméně opět nastaly soudní spory o majetek v Račicích. Postupně se soudily Dorota z Račic, Šťastna z Račic a Uršula z Račic. V roce 1492 pak Znata z Kukvic prodal veškerý majetek v Račicích Janovi Zelenému z Říčan, který již vlastnil blízký Krhov. Opět nastaly soudní spory, ale ty Jan Zelený vyřešil a postupně vyplatil nebo jinak zajistil spory a od roku 1493 byly Račice součástí krhovského panství.
Syn Jana Zeleného Burian z Říčan panství postupně rozšiřoval a v roce 1570 pak postoupil vesnici Janu Zahradeckému ze Zahrádek, jeho syn Arnošt pak přikoupil i Hrotovice. Jeden z jeho potomků Jindřich pak roku 1643 prodal Krhov a okolní vesnice (Bačice, Udeřice, Račice, Odunec, Zárubice, Litovany) Janu Arnoštovi ze Scharfenberku. Roku 1681 obec získala pečeť. Následně pak majetek získal Ondřej Roden z Hirzenau, tomuto rodu Krhov patřil až do roku 1825. V roce 1826 majetek získal Hubert z Harnoncourtu a v roce 1845 pak Jiří Sina. Od roku 1882 je byl majitelem Anton Dreher.
V roce 1829 byl založen u vsi hřbitov. Roku 1853 byl důkladně rekonstruován kostel svatého Václava. V roce 1992 byl v obci rozveden obecní vodovod a roku 1996 byl v domech rozveden plyn. Od roku 1997 byl postupně budován sportovní areál v obci. V roce 2017 byl představen nový územní plán obce.
Do roku 1849 patřily Račice do krhovského panství, od roku 1850 patřily do okresu Hrotovice, pak do okresu Moravský Krumlov, v letech 1942 až 1945 okresu Moravské Budějovice a od roku 1960 do okresu Třebíč. Mezi lety 1850 a 1867 patřily Račice pod Krhov a mezi lety 1980 a 1990 byla obec začleněna pod Hrotovice, následně se obec osamostatnila.
| Rok            | 1869 | 1880 | 1890 | 1900 | 1910 | 1921 | 1930 | 1950 | 1961 | 1970 | 1980 | 1991 | 2001 |
| Počet obyvatel | 130  | 137  | 142  | 167  | 191  | 176  | 161  | 144  | 155  | 137  | 106  | 77   | 77   |

## Doprava
Obcí prochází silnice druhé třídy II/152.

## Politika
Starostou je od 7. prosince 1990 Jiří Rosický.

### Volby do Poslanecké sněmovny
|       | 2006              | 2010              | 2013               | 2017              | 2021              |
| ----- | ----------------- | ----------------- | ------------------ | ----------------- | ----------------- |
| 1.    | ČSSD (40,81 %)    | KSČM (36,95 %)    | KSČM (32,07 %)     | ANO (38,0 %)      | ANO (35,84 %)     |
| 2.    | KSČM (28,57 %)    | ČSSD (23,91 %)    | ČSSD (28,3 %)      | STAN (12,0 %)     | SPD (20,75 %)     |
| 3.    | ODS (16,32 %)     | TOP 09 (21,73 %)  | ANO 2011 (22,64 %) | KSČM (12,0 %)     | SPOLU (13,2 %)    |
| účast | 87,50 % (49 z 56) | 85,19 % (46 z 54) | 85,71 % (54 z 63)  | 79,37 % (50 z 63) | 76,81 % (53 z 69) |

### Volby do krajského zastupitelstva
|      | 1.                    | 2.                      | 3.                            | účast             |
| ---- | --------------------- | ----------------------- | ----------------------------- | ----------------- |
| 2000 | KSČM (50 %)           | SNK (37,5 %)            | SV (12,5 %)                   | 53,33 % (32 z 60) |
| 2004 | KSČM (37,14 %)        | SNK (22,85 %)           | KDU-ČSL (17,14 %)             | 63,63 % (35 z 55) |
| 2008 | ČSSD (39,47 %)        | KSČM (31,57 %)          | DOHODA pro Vysočinu (15,78 %) | 70,37 % (38 z 54) |
| 2012 | KSČM (36,84 %)        | Pro Vysočinu (26,31 %)  | ČSSD (21,05 %)                | 65,52 % (38 z 58) |
| 2016 | ČSSD (32,25 %)        | STO (25,8 %)            | SPD+SPO (16,12 %)             | 46,27 % (31 z 67) |
| 2020 | STAN+SNK ED (39,39 %) | ANO (18,18 %)           | KSČM (12,12 %)                | 46,48 % (33 z 71) |
| 2024 | ANO (68,42 %)         | ODS+TOP 09+STO (7,89 %) | NeKa (5,26 %)                 | 47,5 % (38 z 80)  |

### Prezidentské volby
V prvním kole prezidentských voleb v roce 2013 první místo obsadil Miloš Zeman (12 hlasů), druhé místo obsadil Karel Schwarzenberg (11 hlasů) a třetí místo obsadil Jan Fischer (10 hlasů). Volební účast byla 82,76 %, tj. 48 ze 58 oprávněných voličů. V druhém kole prezidentských voleb v roce 2013 první místo obsadil Miloš Zeman (38 hlasů) a druhé místo obsadil Karel Schwarzenberg (12 hlasů). Volební účast byla 86,21 %, tj. 50 ze 58 oprávněných voličů.
V prvním kole prezidentských voleb v roce 2018 první místo obsadil Miloš Zeman (19 hlasů), druhé místo obsadil Jiří Drahoš (16 hlasů) a třetí místo obsadil Marek Hilšer (5 hlasů). Volební účast byla 70,77 %, tj. 46 ze 65 oprávněných voličů. V druhém kole prezidentských voleb v roce 2018 první místo obsadil Miloš Zeman (25 hlasů) a druhé místo obsadil Jiří Drahoš (19 hlasů). Volební účast byla 69,84 %, tj. 44 ze 63 oprávněných voličů.
V prvním kole prezidentských voleb v roce 2023 první místo obsadil Andrej Babiš (28 hlasů), druhé místo obsadil Petr Pavel (15 hlasů) a třetí místo obsadila Danuše Nerudová (13 hlasů). Volební účast byla 81,82 %, tj. 63 ze 77 oprávněných voličů. V druhém kole prezidentských voleb v roce 2023 první místo obsadil Andrej Babiš (39 hlasů) a druhé místo obsadil Petr Pavel (26 hlasů). Volební účast byla 85,53 %, tj. 65 ze 76 oprávněných voličů.

## Pamětihodnosti
- Kostel svatého Václava v gotickém slohu
- Sousoší svatého Kříže
- Socha svatého Šebestiána
- Kamenný kříž uprostřed hřbitova z roku 1727[5]
- Pomník na návsi věnovaný Josefu Urbánkovi a Karolíně Urbánkové, umučeným za druhé světové války v koncentračním táboře Mauthausen

## Osobnosti
- Mikul ze Zbraslavi, šlechtic, dožil v chudobě v Račicích
- Bohuslav Pavlů (1922–1950), protikomunistický odbojář, při své smrti se skrýval v Račicích